# Dellacasiellus pseudofucosus
Dellacasiellus pseudofucosus är en skalbaggsart som beskrevs av Gordon och Paul E.Skelley 2007. Dellacasiellus pseudofucosus ingår i släktet Dellacasiellus och familjen Aphodiidae. Inga underarter finns listade i Catalogue of Life.